# Església de fusta d'Eidsborg

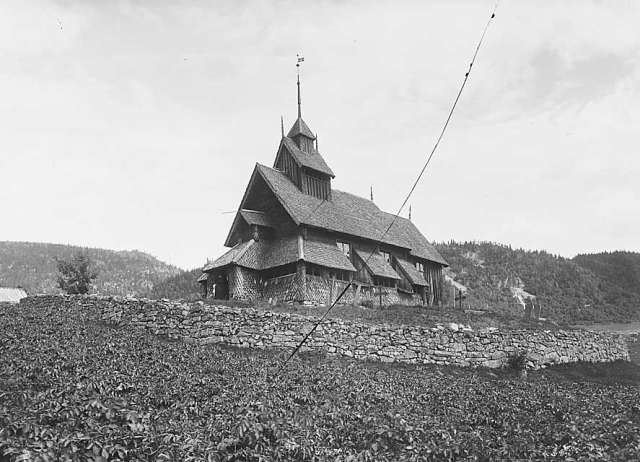
Fotografia d'Axel Lindahl, entre els anys 1880 i 1890. S'aprecia el corredor fragmentat.

L'església de fusta d'Eidsborg és una stavkirke noruega de mitjan segle xiii. Es troba al poblat del mateix nom, al municipi de Tokke, a Telemark. Està dedicada a Sant Nicolau de Mira.
Actualment és una de les stavkirke millor conservades. Es troba a prop del Vest-Telemark museum. Encara que va ser parcialment reconstruïda al segle xix, la reconstrucció no va afectar la major part de l'estructura ni la forma medieval de l'església. Una nova restauració va tenir lloc a la dècada del 1920.
És una església de tipus A  («d'una sola nau»). La nau rectangular va ser estesa cap a l'orient entre 1845 i 1850, per la qual cosa el cor va haver de ser derrocat i tornat a construir en aquesta mateixa època.
L'església està envoltada als quatre costats per un corredor, que proporciona protecció i suport addicional; d'aquest són originals algunes parts dels costats nord i sud. Amb la introducció de finestres laterals, el corredor es va fragmentar, però la reconstrucció del segle XX va modificar les finestres i va reconstruir totalment el corredor.
La torre, a la part occidental del cavallet del sostre de la nau, és una reconstrucció de l'any 1693.
A l'interior de les parets de la nau hi ha pintures renaixentistes del segle xvii, que van ser restaurades l'any 1929. Hi ha també rastres de pintura medieval, i dos panells originals de la desapareguda stavkirke de Lårdal.
La major part de l'inventari és de temps posteriors a la reforma protestant, excepte un crucifix medieval de fusta.
Encara és emprada com el temple parroquial luterà d'Eidsborg.